# 雨降
〈雨降〉（あめふり，又譯為〈下雨歌〉）是一首日本童謠，由北原白秋作詞、中山晉平作曲。

## 歷史
〈雨降〉首次發表於1925年東京社（今Hearst婦人畫報社）出版的兒童雜誌《小朋友之國》1925年11月號。歌詞中指蛇之目，「蛇之目傘」（蛇の目傘）是一種很常見的和傘造型。
1980年代，台灣電熱工業「台熱牌萬里晴乾衣機」的電視廣告將〈雨降〉第一段填上中文歌詞，作為廣告歌。TBS系電視動畫《K-ON！輕音部》第2季第6話中，平澤唯與平澤憂在家合唱〈雨降〉第一段，普威爾國際發行的中文字幕版歌詞直接套用台熱牌廣告歌歌詞。
2006年12月15日，〈雨降〉入選文化廳「日本之歌百選」（日本の歌百選）。

## 歌詞
原文

原文譯詞
雨呀雨呀 下呀下呀 媽媽呀
拿著雨傘來給我 我好高興呀
淅瀝淅瀝 嘩啦嘩啦 啦啦啦
臺灣初版譯詞
淅瀝淅瀝 嘩啦嘩啦 雨下來了
我的媽媽 來了來了 拿著一把傘
淅瀝淅瀝 嘩啦嘩啦 啦啦啦
台熱牌廣告歌歌詞
淅瀝淅瀝 嘩啦嘩啦 雨下來了
我的媽媽 拿著雨傘 來給我
淅瀝淅瀝 嘩啦嘩啦 啦啦啦